# Guds rige
Guds rige eller Guds kongerige (hebraisk malkût מלכות)), oldgræsk basileía toũ theoũ (βασιλεία τοῦ θεοῦ)) er et begreb, der stammer fra Bibelen. Begrebet har forskellige betydninger, men en grundlæggende betydning er "det område, hvor Guds vilje og Guds retfærdighed hersker". 

## Det Gamle Testamente
I Det Gamle Testamente bruges udtrykket "Guds kongerige", som knytter sig til Guds (Jahves) titel som konge. Her er det en grundlæggende tanke, at Gud som himlens og jordens skaber er konge og hersker over alt og alle: "Herren er en stor Gud, en stor konge over alle guder." (Salme 95,3) "Gud er hele jordens konge." (Salme 47,8) Gud har herredømme over alle folkeslag. (jf. Salme 97,5 og Josvabogen, 3,11-13). Gud har dog udvalgt Israel til at være sit "ejendomsfolk" (Femte Mosebog, 26,18).
"Dine [Israels] øjne skal betragte kongen i hans skønhed, Du skal se et vidtstrakt land. ... Du ser ikke mere det barbariske folk, et folk med fremmed sprog, som man ikke forstår, med stammende tunge, som man ikke fatter. ... Nej, Herren, den Mægtige, giver os et sted med floder, med brede kanaler. ... Herren er vor hersker, Herren er vor konge, han vil frelse os.”
 ( Esajas' Bog, 33,17-22)
I den antikke jødedom fik begrebet en stadig mere national drejning. Baggrunden herfor var de mange år, som det jødiske folk havde måttet gennemleve i trængsler, senest med den romerske besættelse, som påbegyndtes i år 63 f.Kr. Jøderne ventede med længsel på Gudsrigets komme, som ville betyde, at det udvalgte folk ville genvinde sin frihed og storhed, og at dets fjender ville få deres straf. En almindelig forestilling var, at kong Davids storrige ville blive genskabt i Israel, og at Messias, som ville være af Davids slægt, ville være konge.

I Daniels Bog omtales et kongerige, der er oprettet af Gud:
"I de kongers dage skal himlens Gud oprette et kongerige, som i al evighed ikke skal gå til grunde, og intet andet folk skal få kongemagten. Det [kongeriget] skal knuse og tilintetgøre alle de andre kongeriger, men selv skal det bestå i al evighed."
 (Daniels bog, 2,44)
I den antikke jødedom fandtes der imidlertid tillige en anden, mere åndelig, forståelse af begrebet. Der var forventninger om, at Guds rige skulle indvarsle en helt ny verdensorden til afløsning af den nuværende. Gud ville komme med en sidste dom, hvorefter der ville ske en radikal forvandling af verden. Gud ville overvinde alt ondt, tilgive al skyld og gøre en ende på al lidelse, smerte og død. Det nye rige ville være af ikke-jordisk art. Det ville være et overjordisk, himmelsk Gudsrige. I skriftet Den syriske Baruksapokalypse beskrives denne nye verden, som de retfærdige skal se: 
"De skal se den verden, som er usynlig for dem nu, og de skal se den tid, som nu er skjult for dem, og tiden skal ikke mere ælde dem. Thi i den verdens højder skal de bo, og de skal blive som engle, de skal blive lige med stjerner, og de skal forvandles til enhver skikkelse, de ønsker, fra skønhed til pragt, fra lys til herligheds stråleglans." 
Denne forståelse af Guds rige blev et tilknytningspunkt for Jesus´ forkyndelse af Guds rige.

## Det Nye Testamente
I Det Nye Testamente optræder udtrykket "Guds rige" (på græsk: basileia tou theou (βασιλεία τοῦ Θεοῦ)) 122 gange - 99 gange i de synoptiske evangelier og 1 gang i Johannesevangeliet (Joh 3:3.5). I Matthæusevangeliet er udtrykket erstattet af det tilsvarende udtryk "himmeriges rige" (på græsk: basileia ton ouranon (βασιλεία τῶν ουρανῶν)).  
De fleste af de jøder, der levede samtidigt med Jesus, havde en national forståelse af begrebet. For dem ville Guds rige være en politisk forvandling. Det ventede Gudsrige ville svare til befrielsen fra den romerske besættelse. Disse forventninger kunne forklares ud fra datidens levevilkår. Jøderne led under udnyttelse, skatter til Rom, daglig romersk militær vold, gældsslaveri, sult, epidemier og social rodløshed. 
Jesus´ forståelse af det fremtidige Guds rige var dog ikke en sådan politisk forståelse. Han sagde blandt andet, at man skulle betale skat til den romerske kejser: "Så giv kejseren, hvad kejserens er, og Gud, hvad Guds er!" (Matthæusevangeliet, 22,21). Han forstod Guds rige som en radikalt ny verdensorden. Han troede, som mange jødiske profeter gjorde dengang, at man levede i de sidste tider, at den nuværende verdens undergang var nært forestående, at der ville komme en dommedag, hvorefter der ville opstå en helt ny verden, og at disse begivenheder var nært forestående. Han forventede, at verdenshistorien, som han kendte den, ville standse brat op, at Gud ville blande sig i denne verdens anliggender, gøre en ende på de onde magter i en omfattende dom, og afskaffe de eksisterende politiske og religiøse institutioner. Israels Gud stod lige foran at udøve sin vældige magt og styrte verden i grus, men derefter ville han frelse sit folk. De mange trængsler ville være optakten til en ny verdensorden: Gudsriget. 
Jesus forventede, at denne dramatiske afslutning af historien ville ske i hans disciples levetid. Han sagde, at nogle af dem, der lyttede til ham, ville være i live, når det skete:
”For den, der skammer sig ved mig og mine ord i denne utro og syndige slægt, skal menneskesønnen skamme sig ved, når han kommer i sin faders herlighed sammen med de hellige engle … Sandelig siger jeg jer: Nogle af dem, der står her, skal ikke smage døden, før de ser, at Guds rige er kommet med kraft.” 
Samtidig med, at Jesus delte sin samtids forventninger om et fremtidigt Gudsrige, sprængte han disse forventninger ved at forkynde, at Guds rige var så nært forestående, at dets kræfter allerede var virksomme i verden. Guds rige var i en vis forstand allerede kommet. Der var således i hans forkyndelse en spænding mellem en forventning om et Gudsrige i fremtiden og en tro på, at dette Gudsrige var ved at blive realiseret i nutiden.
"Tiden er inde, Guds rige er kommet nær," sagde Jesus. (Markusevangeliet, 1,14) At Guds rige var kommet nær illustrerede Jesus på mange måder; for eksempel gennem hans undere, gennem hans taler og gennem hans lignelser. I Jesus´ undere var Guds rige allerede begyndt at blive virkeliggjort på jorden: "Men hvis det er ved Guds finger, at jeg driver dæmonerne ud, så er Guds rige jo kommet til jer." (Luk 11,20) 

Her er der altså tale om en åndelig forståelse af Guds rige. Guds rige er ikke noget ydre, siger Jesus:
"Guds rige kommer ikke, så man kan iagttage det; man vil heller ikke kunne sige: Se, her er det! eller: Se dér! For Guds rige er midt iblandt jer." (Lukasevangeliet, 17,20-21)
Den sidste sætning kan også oversættes således: "Guds rige er inden i jer." 
I denne sammenhæng kan også nævnes Jesus´ ord til Pilatus:
"Mit rige er ikke af denne verden. Var mit rige af denne verden, havde mine tjenere kæmpet for, at jeg ikke skulle udleveres til jøderne; men nu er mit rige ikke af denne verden." (Johannesevangeliet, 18,36)   
I Johannesevangeliet 3,3-8 siger Jesus, at hvis man skal komme ind i Guds rige, må man først "blive født på ny", blive "født af ånden". 

Jesus giver ikke en egentlig definition af "Guds rige", men det fremgår, at han mener, at Guds rige er kendetegnet ved "retfærdighed", der i bibelsk sprog betyder "tilstanden uden synd" eller "moralsk fuldkommenhed". Guds rige er der, hvor retfærdighed er, og hvor Guds vilje sker:  
"Men søg først Guds rige og hans retfærdighed, så skal alt det andet gives jer i tilgift." (Matthæusevangeliet, 6,33)
"Komme dit rige, ske din vilje, som i himlen således også på jorden." (Matthæusevangeliet, 6,10)
"Salige er de, som forfølges på grund af retfærdighed, for Himmeriget er deres. Salige er I, når man på grund af mig håner jer og forfølger jer og lyver jer alt muligt ondt på. Fryd jer og glæd jer, for jeres løn er stor i himlene; således har man også forfulgt profeterne før jer." (Matthæusevangeliet, 5,10-12)
Her forstås Guds rige nærmest som saligheden efter døden, hvor retfærdigheden hersker. Guds rige på jorden kan således forstås som en forsmag på saligheden. 
Hos Paulus findes det nærmeste, der kommes på en egentlig definition af Guds rige i denne åndelige betydning: "For Guds rige er ikke mad og drikke, men retfærdighed og fred og glæde i Helligånden."  (Romerbrevet, 14,17)
I mange lignelser forsøger Jesus at illustrere rigets karakteristika. I to lignelser beskrives riget som noget særligt værdifuldt:
- Lignelsen om den perlen. Riget sammenlignes med en særlig kostbar perle. Købmanden, der finder perlen, sælger alt, hvad han ejer, og køber den. (Matthæusevangeliet, 13,45-46)
- Lignelsen om kongesønnens bryllup. Riget sammenlignes med et bryllup, som en konge holder for sin søn. Han sender sine tjenere ud for at kalde de indbudte til brylluppet. (Matthæusevangeliet, 22,1-14)